# Dominic Fumusa

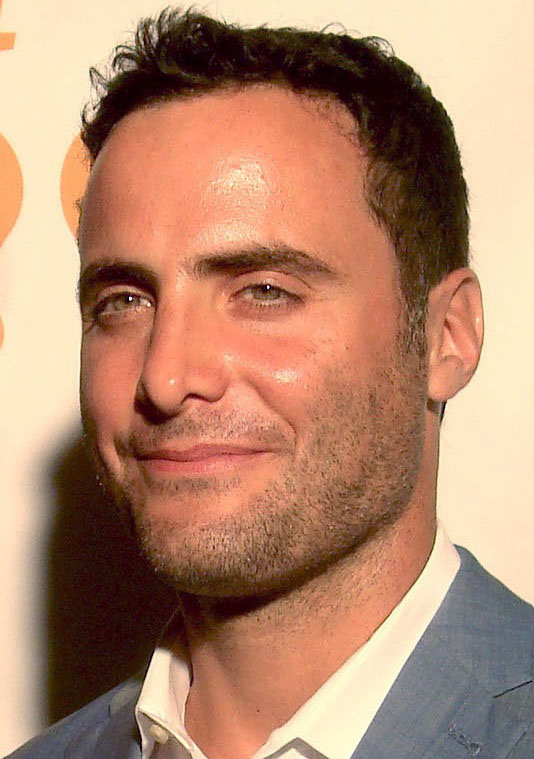
Dominic Fumusa (2008)

Dominic Fumusa (* 13. September 1969 in Wisconsin) ist ein US-amerikanischer Schauspieler.

## Leben
Dominic Fumusa wurde als eines von zehn Kindern in Wisconsin geboren, wo er die McFarland Highschool besuchte und diese 1987 abschloss. Danach studierte er an der Lawrence University, welche er mit einem Bachelor in Politikwissenschaften abschloss und an der University of Illinois, von welcher er 1994 einen Master of Fine Arts erwarb.
Dominic Fumusas Karriere begann zunächst auf der Theaterbühne. Er trat in Werken wie Take Me Out und Tape auf, die beide mit dem Tony Award ausgezeichnet wurde. Seit 1999 tritt er in Film und Fernsehen auf. Zunächst spielte er eine Minirolle in Der talentierte Mr. Ripley. In der Folge trat er zumeist in Gastrollen in US-Serien wie Die Sopranos, Sex and the City, Charmed – Zauberhafte Hexen, Numbers – Die Logik des Verbrechens, Bones – Die Knochenjägerin oder Criminal Intent – Verbrechen im Visier auf.
Von 2009 bis 2015 spielte er die Rolle des Kevin Peyton in der Serie Nurse Jackie und trat in dieser Zeitspanne u. a. in Person of Interest, Elementary und Blue Bloods – Crime Scene New York auf.
Weitere Filmauftritte verbuchte Fumusa etwa mit Staten Island und 13 Hours: The Secret Soldiers of Benghazi. Anfang 2017 übernahm er die Rolle des FBI-Agenten Ray Conlin in der sechsten Staffel von Homeland. 2019 übernahm er eine Nebenrolle als Pater Louis Gigante in der Serie Godfather of Harlem, er war hierin bis 2023 zu sehen.
Seit 2002 ist er mit der Schauspielerin Ilana Levine verheiratet. Zusammen haben sie zwei Kinder, Clara und Peter. Fumusa ist dem Glauben seiner Frau, dem Judentum, beigetreten.

## Filmografie (Auswahl)
- 1999: Der talentierte Mr. Ripley (The Talented Mr. Ripley)
- 1999, 2001, 2008, 2011–2012: Law and Order: New York (Fernsehserie, 5 Episoden)
- 2000: Die Sopranos (The Sopranos, Fernsehserie, Episode 2x07)
- 2000: Sex and the City (Fernsehserie, Episode 3x16)
- 2002: Der Super-Guru (The Guru)
- 2003: CSI: Miami (Fernsehserie, Episode 1x14)
- 2003: Charmed – Zauberhafte Hexen (Charmed, Fernsehserie, Episode 5x17)
- 2004: New York Cops – NYPD Blue (NYPD Blue, Fernsehserie, Episode 11x17)
- 2005: Numbers – Die Logik des Verbrechens (Numb3rs, Fernsehserie, Episode 1x08)
- 2005: Bones – Die Knochenjägerin (Bones, Fernsehserie, Episode 1x01)
- 2006: Verbraten und Verkauft (Grilled)
- 2008: Jung und Leidenschaftlich – Wie das Leben so spielt (As the World Turns, Fernsehserie, 13 Episoden)
- 2008: Brotherhood (Fernsehserie, Episode 3x03)
- 2009: Kings (Fernsehserie, Episode 1x05)
- 2009: Staten Island
- 2009–2015: Nurse Jackie (Fernsehserie, 79 Episoden)
- 2010: Criminal Intent – Verbrechen im Visier (Criminal Intent, Fernsehserie, Episode 9x05)
- 2010: One Fall
- 2012: Before the War – Allegiance
- 2012: Person of Interest (Fernsehserie, Episode 2x06)
- 2013: Elementary (Fernsehserie, Episode 1x24)
- 2015: Focus
- 2016: 13 Hours: The Secret Soldiers of Benghazi
- 2017: Homeland (Fernsehserie, 5 Episoden)
- 2017: Taken (Fernsehserie, 3 Episoden)
- 2018: Blindspot (Fernsehserie, Episode 3x14)
- 2018: Goliath (Fernsehserie, 6 Episoden)
- 2018: The Purge – Die Säuberung (Fernsehserie, 6 Episoden)
- 2019: The Report
- 2019: Divorce (Fernsehserie, 5 Episoden)
- 2019–2023: Godfather of Harlem (Fernsehserie)
- 2021: Sweet Girl
- 2021: The Equalizer (Fernsehserie, 3 Episoden)
- 2025: Dexter: Wiedererwachen (Dexter: Resurrection, Fernsehserie)